# Episodi di Gunslinger Girl
Questa è la lista completa degli episodi dell'anime Gunslinger Girl.

## Gunslinger Girl

### Stagione 1
| Nº | Giapponese 「Kanji」 - Rōmaji | In onda          | In onda |
| Nº | Giapponese 「Kanji」 - Rōmaji | Giapponese       |         |
| 1  | 「兄妹 - Fratello -」 - Kyōdai - Fratello - | 8 ottobre 2003   |         |
| 1  | Henrietta perde la calma durante una missione e uccide tutti i terroristi del Movimento delle Cinque Repubbliche, quindi la bambina viene consolata da Doriella. |                  |         |
| 2  | 「天体観測 - Orione -」 - Tentai Kansoku - Orione - | 15 ottobre 2003  |         |
| 2  | Giuseppe porta Henrietta a osservare le stelle, mentre un flashback racconta la storia della bambina. |                  |         |
| 3  | 「少年 - Ragazzo -」 - Shōnen - Ragazzo - | 29 ottobre 2003  |         |
| 3  | Rico, durante un appostamento, conosce un bambino di nome Emilio e inizia a dialogare con lui. Successivamente, nel corso di una missione, reincontra Emilio e gli spara. |                  |         |
| 4  | 「人形 - Bambola -」 - Ningyō - Bambola - | 12 novembre 2003 |         |
| 4  | Doriella e suo "fratello" Hilscher si recano a Napoli, per arrestare Mario Bossi, un ex camorrista tornato in città per rivedere la figlia. Una volta catturato, l'uomo riesce a fuggire. Doriella lo ritrova e dopo aver ascoltato la sua storia lo lascia andare. Per Natale la bambina riceve come regalo dall'uomo un orsacchiotto di peluche. |                  |         |
| 5  | 「約束 - Promessa -」 - Yakusoku - Promessa - | 19 novembre 2003 |         |
| 5  | Alcuni flashback mostrano il passato di Claes e il reclutamento di Labaro, suo futuro "fratello". Dopo la morte dell'uomo, la bambina viene utilizzata come cavia per sperimentare gli arti meccanici, e passa il suo tempo leggendo e curando un orto. |                  |         |
| 6  | 「報酬 - Gelato -」 - Hōshū - Gelato - | 26 novembre 2003 |         |
| 6  | Henrietta, Rico e Doriella sventano un attentato a Piazza di Spagna. Successivamente, Henrietta sceglie come regalo un gelato da gustare nella celebre piazza. |                  |         |
| 7  | 「守護 - Protezione -」 - Shugo - Protezione - | 3 dicembre 2003  |         |
| 7  | Rico e Gianni incontrano a Firenze Filippo Adani, un commercialista che è in possesso di un libro contabile che rappresenta la prova di alcuni finanziamenti illeciti al Movimento delle Cinque Repubbliche. I due si fingono fratello e sorella e proteggono l'uomo. Una volta svelata la loro vera identità, Rico convince Filippo Adani a realizzare il suo sogno: diventare un pittore. |                  |         |
| 8  | 「御伽噺 - Il Principe del Regno Della Pasta -」 - Otogi Hanashi - Il Principe del Regno Della Pasta - | 17 dicembre 2003 |         |
| 8  | Angelica viene sottoposta a un test da parte del Dottor Bianchi, quindi viene svelato il suo passato e il rapporto con il suo "fratello" Marco. |                  |         |
| 9  | 「彼岸花 - Lycoris Radiata Herb -」 - Higanbana - Lycoris Radiata Herb - | 18 gennaio 2004  |         |
| 9  | Elsa de Sica è una "marionetta" solitaria e asociale. Lauro, il suo "fratello", e Gianni hanno una discussione riguardante il trattamento da riservare alle bambine. Henrietta tenta di chiacchierare con Elsa, ma viene ignorata, poiché Elsa pensa solamente a Lauro. Successivamente, Elsa si reca insieme a Lauro a Siena, per uccidere il questore. Alla missione partecipano anche Henietta e Giuseppe. Elsa è distratta, e Lauro la fa sostituire da Giuseppe. Questo fatto deprime molto Elsa, che rimane immobile al termine della missione. |                  |         |
| 10 | 「熱病 - Amare -」 - Netsubyō - Amare - | 29 gennaio 2004  |         |
| 10 | Gianni scopre che Elsa e Lauro sono stati uccisi e si reca con Rico sul luogo del delitto. In seguito a questo fatto, Henrietta e Giuseppe sono mandati in Sicilia. Il capo della prima sezione dell'Ente Pubblico per il Benessere Sociale, Draghi, decide di indagare sul fatto e incarica Pietro Fermi e Eleonora Gabrielli di interrogare alcune "marionette". |                  |         |
| 11 | 「恋慕 - Febbre alta -」 - Renbo - febbre Alta - | 5 febbraio 2004  |         |
| 11 | Pietro ed Eleonora interrogano Henrietta. Questa risolve il caso Elsa-Lauro, mostrando che la bambina ha ucciso l'uomo, quindi si è suicidata sparandosi a un occhio. |                  |         |
| 12 | 「共生 - Simbiosi -」 - Kyōsei - Simbiosi - | 12 febbraio 2004 |         |
| 12 | Angelica si sloga una caviglia durante un'esercitazione. Successivamente, Claes viene usata come esca per stanare un gruppo di terroristi che vogliono rapire la figlia di un senatore, e si finge la bambina, venendo rapita. Nonostante non sia in condizioni ottimali, Angelica decide di partecipare alla missione, durante la quale Henrietta, Rico e Doriella liberano Claes. Angelica viene però ferita, e deve tornare in ospedale. Ciò scatena l'ira di Marco. In ospedale, Angelica dice alle altre bambine che avrebbe preferito morire, piuttosto che essere trattata con indifferenza da Marco. Claes ha uno scatto d'ira e dà uno schiaffo in faccia alla bambina. |                  |         |
| 13 | 「流星 - Stella cadente -」 - Ryūsei - Stella cadente - | 19 febbraio 2004 |         |
| 13 | Henrietta, Rico e Doriella decidono di osservare le stelle cadenti, ma Giuseppe non può accompagnarle, poiché è impegnato. Doriella chiede quindi a Hilscher di accompagnarle. Nel frattempo Henrietta fa visita ad Angelica in ospedale, e questa sente abbaiare un cane, ricordandosi del suo vecchio cane Pelo. Henrietta parla con Marco, dicendogli di andare a trovare Angelica. Marco giunge in ospedale, e Angelica gli chiede di raccontarle la fiaba Il principe del regno della pasta, mentre le altre bambine si recano a osservare le stelle cadenti e iniziano a cantare l'Inno alla gioia.                                                                        |                  |         |

## Gunslinger Girl - Il Teatrino

### Stagione 2
| Nº | Giapponese 「Kanji」 - Rōmaji | In onda          | In onda |
| Nº | Giapponese 「Kanji」 - Rōmaji | Giapponese       |         |
| 1  | 「二人の距離 兄妹」 - Futari no Kyori Kyōdai - Distance between Two People ~ Brother and Sister - | 7 gennaio 2008   |         |
| 1  | Mentre stanno per tornare in Italia, Giuseppe e Hilscher si fermano a comprare dei regali per Henrietta e Doriella. Un flashback mostra il passato di Giuseppe. Tornati in Italia, i due "fratelli" e le loro "marionette" partecipano a una missione, insieme a Rico e a Gianni. Successivamente, Henrietta trova nella camera di Giuseppe un caleidoscopio, insieme a una lettera indirizzata a una donna. Henrietta crede sia la fidanzata di Giuseppe, e ne parla con Claes e Doriella. |                  |         |
| 2  | 「ピノッキオ」 - Pinokkio - Pinocchio - | 14 gennaio 2008  |         |
| 2  | Un bambino commette un omicidio, sotto lo sguardo di un uomo. Si tratta di Pinocchio, un giovane ragazzo divenuto un terrorista del Movimento delle Cinque Repubbliche. I leader del movimento si riuniscono per progettare un attentato contro il cantiere del ponte sullo Stretto di Messina. Nell'attentato vengono coinvolti anche Franco e Franca, due esperti di esplosivi. Intanto l'Ente Pubblico per il Benessere Sociale prepara una missione a Montalcino. |                  |         |
| 3  | 「シムュラクラ」 - Shimyurakura - Simulacra - | 21 gennaio 2008  |         |
| 3  | A Montalcino, Henrietta e Doriella vengono incaricate di trovare un ragazzo di nome Pinocchio. Doriella conosce Aurora, una ragazza che sostiene di sapere dove è nascosto Pinocchio. Successivamente Aurora viene presa in ostaggio da Pinocchio, Franco e Franca. Doriella riesce a stanare Pinocchio e ingaggia un duello con lui. La bambina ha però la peggio e fa fuggire Pinocchio, che riesce a sottrarle la sua pistola. |                  |         |
| 4  | 「アンジェリカの復帰」 - Anjerika no Fukki - Angelica's Return | 28 gennaio 2008  |         |
| 4  | Angelica torna a partecipare a una missione, dopo il ricovero in ospedale, e si reca insieme a Marco, Gianni e Rico, a Milano, per ottenere maggiori informazioni su Pinocchio. Olga e Priscilla seguono il gruppo, e Angelica improvvisamente rompe un braccio a Priscilla. Questa convince Marco a non riferire a Gianni ciò che è accaduto, e di lasciare continuare la missione ad Angelica. Il gruppo cattura così alcuni terroristi, e Marco si congratula con Angelica. |                  |         |
| 5  | 「泡沫と追憶」 - Utakata to Tsuioku - Transience and Reminiscence | 4 febbraio 2008  |         |
| 5  | Marco è preoccupato perché Angelica sembra avere continue perdite di memoria. Doriella è invece depressa dopo il fatto accaduto a Montalcino, e Priscilla le fa fare un giro sulla sua Vespa. Intanto Patrizia, l'ex fidanzata di Marco, viene avvicinata da Leonardo Conti, un uomo che si presenta come giornalista e che dice alla donna di avere alcune informazioni sui terroristi. Patrizia decide di aiutare l'uomo, che si rivela però un membro del Movimento delle Cinque Repubbliche e minaccia con la pistola Patrizia. In aiuto della donna intervengono Angelica e Marco, e Angelica uccide Leonardo Conti.                                           |                  |         |
| 6  | 「チベタンテリアの引退」 - Chibetan Teria no Intai - Retiring Tibetan Terrier | 11 febbraio 2008 |         |
| 6  | La seconda sezione dell'Ente Pubblico per il Benessere Sociale è incaricata di proteggere Isabella D'Angelo, la vedova del responsabile del progetto del ponte di Messina. Il Movimento delle Cinque Repubbliche incarica Nino, soprannominato il "Terrier tibetano", uno dei suoi migliori uomini, del rapimento. Rico rompe inavvertitamente il caleidoscopio di Henrietta, a cui quest'ultima tiene molto, perché gli è stato regalato da Giuseppe. Questi si reca in un negozio di antiquariato, per riparare l'oggetto, quindi viene incaricato insieme ad Henrietta di proteggere Isabella D'Angelo. Insieme a Rico, i due sventano il rapimento della donna. |                  |         |
| 7  | 「カテリーナ 復讐の円環」 - Katerīna Fukushū no Enkan - Caterina - | 18 febbraio 2008 |         |
| 7  | Viene mostrato tramite un flashback il passato di Franca, il cui vero nome è Caterina, e come sia diventata una terrorista. Tornati al presente, Franca si nasconde a Frascati, insieme a Franco e a Pinocchio. |                  |         |
| 8  | 「クラエスの一日」 - Kuraesu no Ichinichi - One Days for Claes | 25 febbraio 2008 |         |
| 8  | Claes fa' dei sogni in cui rivede suo "fratello" Labaro, ma non può ricordarsi di lui a causa del condizionamento, e per questo è molto triste. Decide così di andare al poligono di tiro, dove vedendo le altre bambine che sparano e sentendo l'odore della polvere da sparo le viene una strana malinconia. |                  |         |
| 9  | 「賢い蛇 純真な鳩」 - Kashikoi Hebi Junshin na Hato - Wise Serpent, Pure Dove | 3 marzo 2008     |         |
| 9  | Giuseppe incontra un suo vecchio amico in un ristorante, proprio quando scoppia una bomba nelle vicinanze. Beatrice riesce a catturare il responsabile, che viene interrogato da Rico e rivela che alcuni militari forniscono il Movimento delle Cinque Repubbliche di esplosivi. Giuseppe scopre che il responsabile è il suo vecchio amico, e lo uccide. Henrietta intanto è turbata per via dei suoi sentimenti verso Giuseppe, mentre Rico uccide a Castel Sant'Angelo, durante la Tosca, un colonnello dell'esercito. |                  |         |
| 10 | 「善意の花」 - Zen'i no Hana - White Flowers | 10 marzo 2008    |         |
| 10 | Mario Bossi decide di pentirsi, e Doriella si reca a Napoli insieme ad Hilscher per proteggere la figlia illegittima Mimì Machiavelli. Henrietta fa amicizia con la ragazza mentre Giuseppe va a trovare il padre in carcere. Una serie di flashback mostrano il passato di Doriella, e come ella sia stata salvata da Hilscher e la dottoressa Rachel ad Amsterdam, grazie anche ad una soffiata di Mario Bossi. |                  |         |
| 11 | 「芽生える感情」 - Mebaeru Kanjō - Budding Feelings | 17 marzo 2008    |         |
| 11 | Un flashback mostra il giorno in cui Cristiano trovò un bambino in catene nella cantina di una casa. Quel bambino era Pinocchio, che si trova a Frascati insieme a Franco e a Franca. I tre vengono a sapere che l'Ente Pubblico per il Benessere Sociale è sulle tracce di Cristiano, ed è vicino al suo arresto. Intanto si progetta un attacco al cantiere del ponte di Messina. |                  |         |
| 12 | 「戦う人形」 - Tatakau Ningyō - Fighting Doll | 24 marzo 2008    |         |
| 12 | Al cantiere del ponte, Henrietta apre il fuoco su Franco e Franca, che riescono a fuggire, tornando a Frascati. Pinocchio si reca nella villa di Cristiano, per proteggerlo. Sul luogo giungono però anche Henrietta, Rico e Doriella, che si ritrova una seconda volta faccia a faccia con Pinocchio. |                  |         |
| 13 | 「そしてピノッキオは人間に」 - Soshite Pinokkio wa Ningen ni - And Pinocchio Became Human | 31 marzo 2008    |         |
| 13 | Pinocchio e Doriella iniziano un combattimento cruento, mentre Rico riesce a catturare Cristiano, che però viene tratto in salvo da Franco e Franca, che fuggono su una macchina. Doriella riesce ad uccidere Pinocchio, mentre l'auto in cui si trovano Franco, Franca e Cristiano sbanda a causa dei colpi sparati da Angelica e cade in un fiume. Alla fine della missione, tutte le "marionette" ricevono i complimenti dei "fratelli". |                  |         |

### Episodi OAV
| Nº | Giapponese 「Kanji」 - Rōmaji | Prima edizione  | Prima edizione |
| Nº | Giapponese 「Kanji」 - Rōmaji | Giapponese      |                |
| 1  | 「ヴェネツィアの光、心の闇」 - Venetsia no Hikari, Kokoro no Yami - Light of Venice, Darkness of the Heart | 24 ottobre 2008 |                |
| 1  | Gianni si reca a visitare la tomba della fidanzata e incontra il fratello di lei col quale litiga. Dopo averlo fatto arrestare scopre un collegamento la una casa davanti alla quale è stato arrestato e i separatisti padani. Successivamente si reca insieme a Rico a Venezia, dove eliminano un boss della mafia. Il giorno dopo, la bambina, mentre uccide altri tre separatisti durante un inseguimento, cade in acqua e viene salvata dal "fratello". |                 |                |
| 2  | 「ファンタズマ」 - Phantazuma - Phantasma | 24 ottobre 2008 |                |
| 2  | Henrietta, Rico e Hilscher sono in viaggio per la Sicilia, dove raggiungono Giuseppe e Gianni a Taormina. Henrietta scopre i vestiti della defunta sorella di Giuseppe, e questi le concede di indossarne uno. Gianni, che ha sognato il fantasma della sorella, non è d'accordo. |                 |                |